# ولادیمیر ایواشوف
ولادیمیر سرگئی‌ویچ ایواشوف (روسی: Влади́мир Серге́евич Ивашо́в؛ ۲۸ اوت ۱۹۳۹ – ۲۳ مارس ۱۹۹۵) بازیگر اهل اتحاد جماهیر شوروی سوسیالیستی بود. وی بین سال‌های ۱۹۵۷ تا ۱۹۹۳ میلادی فعالیت می‌کرد.
از فیلم‌ها یا برنامه‌های تلویزیونی که وی در آن نقش داشته‌است می‌توان به یاروسواف دومبروفسکی، نغمه یک سرباز و نامت را به‌خاطر بسپار اشاره کرد.
وی همچنین برندهٔ جوایزی همچون هنرمند مردمی جمهوری شوروی فدراتیو سوسیالیستی روسیه شده‌است.